# 林大章 (嘉靖進士)
林大章（1510年—？），字章之，福建福州府閩縣人，軍籍，明朝政治人物。賜進士出身。

## 生平
嘉靖十三年（1534年）甲午科福建鄉試第二十五名舉人。嘉靖二十年（1541年）中式辛丑科會試第一百三十七名，登第二甲第五十九名進士。历官刑部郎中，二十九年十二月奉命恤刑廣東。官至雷州府知府。

## 家族
曾祖林均善；祖父林祈；父林文喬，母李氏。重庆下。